# 플러그인

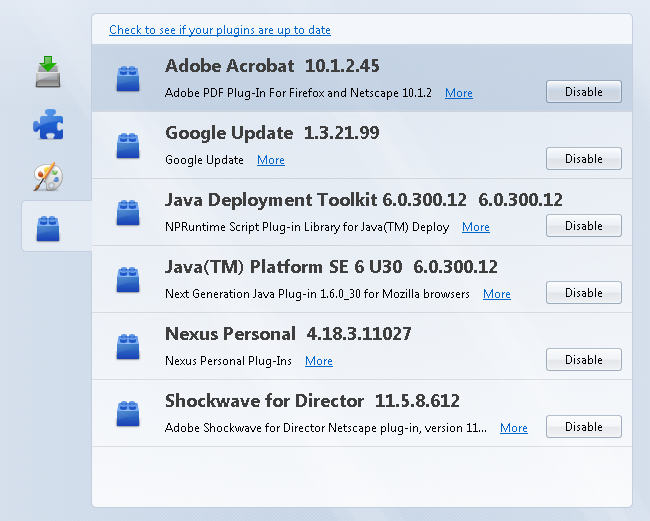
모질라 파이어폭스가 설치된 플러그인의 목록을 보여 주고 있다.

플러그인(plugin) 또는 추가 기능(애드인;add-in, 애드온;add-on)은 호스트 프로그램과 서로 응답하는 컴퓨터 프로그램이며, 특정한 '주문식' 기능을 제공한다. 응용 프로그램이 플러그인을 제공하는 까닭은 많다. 이를테면, 서드파티 개발자들이 응용 프로그램을 확장하는 기능을 만들게 하거나, 뜻밖의 기능을 지원하거나 응용 프로그램의 크기를 줄이거나, 호환되지 않는 소프트웨어 라이선스 문제로 인해 소스 코드를 응용 프로그램에서 분리하는 것을 들 수 있다.
응용 프로그램과 이에 대한 플러그인의 예는 다음과 같다 (괄호는 프로그램 이름을 말한다):
- 이메일 클라이언트는 플러그인을 사용하여 이메일을 암호화하고 암호를 푼다. (en:Pretty Good Privacy)
- 그래픽 소프트웨어는 플러그인을 사용하여 파일 형식을 지원하고 그림을 처리한다. (어도비 포토샵)
- 미디어 플레이어는 플러그인을 사용하여 파일 형식을 지원하고 필터를 적용한다. (푸바2000, GStreamer, QCD, VST, 윈앰프, XMMS)
- 패킷 스니퍼는 플러그인을 사용하여 패킷 포맷을 디코딩한다. (en:OmniPeek)
- 원격 센서 프로그램(Remote sensing applications)은 플러그인을 사용하여 다른 종류의 센서의 자료를 처리한다. (en:Opticks)
- 소프트웨어 개발 환경은 플러그인을 사용하여 프로그래밍 언어를 지원한다. (이클립스, jEdit, 모노디벨로프)
- 웹 브라우저는 플러그인을 사용하여 동영상과 발표 포맷을 재생한다. (플래시, 퀵타임, 마이크로소프트 실버라이트)
- 디지털 믹서는 플러그인을 사용하여 반향 효과, 음감 조절, 압축과 같은 기능을 확장한다.

## 역사
플러그인은 1970년대 중반 즈음, 유니박 시리즈 90 메인프레임 컴퓨터를 사용한 유니시스 VS/9 운영 체제에서 구동 중인 EDT 문서 편집기에 등장하였으며, 편집기로부터 프로그램을 실행하는 기능이 제공되었고 이러한 프로그램이 편집기 버퍼에 더 효율적으로 접근할 수 있게 하였으므로, 외부 프로그램이 메모리 내의 편집 세션을 접근할 수 있게 해주었다. 이 플러그인 프로그램은 편집기에 대한 호출을 통해 편집기가 플러그인과 공유하는 버퍼 상에서 문서 편집 서비스를 수행할 수 있게 하였다. 워털루 포트란 컴파일러는 이 기능을 사용하여 EDT를 통해 편집된 포트란 프로그램의 상호작용 컴파일을 허용하였다.
플러그인 기능을 갖춘 매우 초기의 PC 응용 소프트웨어에는 모두 1987년에 출시된 매킨토시의 하이퍼카드, 쿼크익스프레스를 포함한다. 1988년, 실리콘 비치 소프트웨어는 디지털 다크룸과 슈퍼페인트에 플러그인 기능을 도입하였으며 에드 봄케는 "플러그인"(plug-in)이라는 용어를 만들어냈다.

## 같이 보기
- 애플릿
- 공유 라이브러리
- 브라우저 확장